# Novaxud
Novaxud est un nouveau quartier d'affaires et d'habitations de la ville du Mans, situé au sud-ouest du centre-ville dans le quartier de la gare sud entre le quartier d'affaires Novaxis d'un côté et l'Huisne et le Gué de Maulny, de l'autre. Sa création a été lancée en 2006 et sa réalisation dès février 2008. Il prolonge la technopole gare Novaxis créé en 1988 avec l'arrivée du TGV Ouest.

## Accès
Le quartier est atteignable depuis la rocade du Mans via la sortie Allonnes-Gare du Mans et le Boulevard Demorieux.

## Projets
Le projet de construction prévoit l'installation de 70 000 mètres carrés de bureaux, 1 600 m2 de commerces et 20 000 m2 de logements. Le coût total des travaux devrait approcher les 30 millions d'euros. Les premières entreprises installées ont inauguré le nouveau quartier le 7 février 2008.
Le quartier comprend les anciens locaux de l'hôpital psychiatrique dont une partie est classée aux monuments historiques.

## Bâtiments
- Auriga et Atlas : Bâtiment de 13 000 m2 de bureau incluant un restaurent inter-entreprise. Il a 6 niveaux sur un niveau de parking en sous-sol[3],

- Vegas : Bâtiment terminé en 2012 ayant 9 niveaux, avec 153 places de parking et 2 niveaux de bureau (1 680 m2)[4].

- Alfred Adler: Bâtiment de 2 267 m2 terminé en 2013 et occupé par Pôle Emploi [5]

- Bonnafé et Cade : Les bâtiments Bonnafé et Cade dont les travaux ont démarré en 2018[6] comptent 3 niveaux de stationnement et 5 niveaux de bureau.
 Bonnafé avec 7 700 m2 a été livré en 2020 [4] et Cade avec 3 285 m2 est prévu pour 2021.

- Les allées Mancelles : Réhabilitation en 12 appartements des parties classé [7] de l'ancien hôpital psychiatrique Etoc Demazy [8].

- La chaufferie : La chaufferie de l'ancien hôpital psychiatrique Etoc-Demazy est conservé[9].